# Red McCombs
Billy Joe McCombs, né le 19 octobre 1927 à Spur (Texas) et mort le 19 février 2023 à San Antonio (Texas), est un homme d'affaires milliardaire américain, fondateur du groupe Red McCombs Automotive Group.

## Biographie
Red McCombs est né dans l'ouest du Texas. Son père était mécanicien, il gagnait en 1927, 25 dollars par semaine. Il étudie à l'Université du Texas à Austin. Il rejoint l'armée américaine entre 1946 à 1947. Il se marie en 1950 et s'installe à Corpus Christi pour vendre des voitures. En 1958, lui et son collègue vendeur, Austin Hemphill, déménagent à San Antonio pour créer l'entreprise Hemphill-McCombs Ford, qui deviendra le Groupe Automobile Red McCombs. 
En 1960, il crée la société énergétique McCombs Energy à Houston et crée une société de développement Koontz-McCombs. En 1972, il achète la radio WOAI à San Antonio.
En 2005, il fait don de 30 millions de dollars à l'hôpital du Texas et 50 millions de dollars à l'Université du Texas.
Il entre dans le monde du sport en 1972, il rejoint Angelo Drossos dans l'équipe de basket-ball des Chaparrals de Dallas (ABA), qu'il déplace à San Antonio et renomme Spurs de San Antonio en rejoignant la NBA.
Par la suite, il revend les Spurs pour se tourner vers les Nuggets de Denver. Il garde l'équipe jusqu'en 1985. En 1988, il rachète une participation majoritaire dans les Spurs d'Angelo Drossos et les vend au propriétaire actuel Peter Holt en 1993.
En 1998, il achète les Vikings du Minnesota pour 250 millions de dollars. Il vend l'équipe au propriétaire actuel Zygi Wilf en saison 2005.
Il possède une ferme d'élevage de pur-sangs de course à Lexington dans le Kentucky.
Il a cofondé Clear Channel Communications, maintenant iHeartMedia, avant de le vendre pour environ 18 milliards de dollars en 2008.
Il a co-écrit deux livres sur sa vie : The Red Zone avec Mickey Herskowitz, publié en 2002, et Big Red avec Don Carleton en 2010.
Le 27 juillet 2010, McCombs a annoncé son soutien financier pour amener la Formule Un dans la capitale du Texas. Une nouvelle piste de Formule 1 a été construite dans le sud-est du comté de Travis pour accueillir l'événement en vertu d'un contrat de dix ans de 2012 à 2021. La première Formula One Race a eu lieu le 18 novembre 2012 ; le vainqueur était le Britannique Lewis Hamilton.
En 2015, sa fortune est estimée à 1,63 milliard de dollars.
Le zoo qui porte son nom, le 'zoo Red McCombs' 'Red McCombs Wildlife', est le plus grand zoo du monde, il s'étale sur 5 000 hectares.
Il meurt le 19 février 2023 à son domicile de San Antonio (Texas).